# سائروا جالو
سائروا جالو (بالإنجليزية: Gallowwalkers)‏ هو فيلم رعب تم إنتاجه في الولايات المتحدة وصدر سنة 2012 بطولة ويسلي سنايبس.

## القصة
قاتل محترف يكتشف أن ضحاياه الذين قتلهم على مدار سنواته السابقة يعودون إلى الحياة للإنتقام منه.

## الميزانية والإيرادات
كلف الفيلم 17 مليون دولار.

## وصلات خارجية
سائروا جالو على موقع IMDb (الإنجليزية)
- سائروا جالو على موقع روتن توميتوز (الإنجليزية)
- سائروا جالو على موقع نتفليكس (الإنجليزية)
- سائروا جالو على موقع قاعدة بيانات الأفلام العربية
- سائروا جالو على موقع ألو سيني (الفرنسية)
- سائروا جالو على موقع أول موفي (الإنجليزية)
- سائروا جالو على موقع فيلمافينيتي (الإسبانية)
- سائروا جالو على موقع قاعدة بيانات الأفلام السويدية (السويدية)
- سائروا جالو على موقع قاعدة بيانات الفيلم (الإنجليزية)
- سائروا جالو على موقع ليتربوكسد (الإنجليزية)